# In-Doors Arena Tour
A In-Doors Arena Tour Jean-Michel Jarre 2009-2010-es koncertturnéja volt. A turné Debrecenből indult.

## Helyszínek
Első szakasz (2009)
- Május 4: Debrecen, Magyarország, Debreceni Főnix Csarnok
- Május 5: Ostrava, Csehország, CEZ Arena
- Május 6: Wrocław, Lengyelország, Hali Stulecia
- Május 8: Aarhus, Dánia, Atletion NRGi Arena
- Május 9: Herning, Dánia, Den Runde Hal @ MCH Messecenter
- Május 11: Malmö, Svédország, Malmö Arena  Archiválva 2009. április 1-i dátummal a Wayback Machine-ben
- Május 12: Göteborg, Svédország, Scandinavium  Archiválva 2009. április 1-i dátummal a Wayback Machine-ben
- Május 13: Oslo, Norvégia, Spektrum
- Május 14: Stockholm, Svédország, Hovet  Archiválva 2016. szeptember 29-i dátummal a Wayback Machine-ben  Archiválva 2009. április 1-i dátummal a Wayback Machine-ben
- Május 16: Helsinki, Finnország, Hartwall Arena
- Május 20: Glasgow, UK, Clyde Auditorium @ SECC
- Május 22: London, UK, Wembley Arena    Archiválva 2008. július 27-i dátummal a Wayback Machine-ben
- Május 23: Manchester, UK, Evening News Arena   Archiválva 2008. július 27-i dátummal a Wayback Machine-ben
- Május 24: Birmingham, UK, National Indoor Arena
- Május 26: Amszterdam, Hollandia, Heineken Music Hall
- Május 27: Brüsszel, Belgium, Vorst Nationaal
- Május 30: Zürich, Svájc, AG Hallenstadion

Második szakasz (2010)
- March 1st: Katowice, Poland, Spodek
- March 3rd: Braunschweig, Germany, Volkswagen Halle [halott link]
- March 4th: Hamburg, Germany, Color Line Arena,  Archiválva 2016. március 4-i dátummal a Wayback Machine-ben
- March 5th: Berlin, Germany, Max-Schmeling-Halle [halott link]
- March 6th: Oberhausen, Germany, König-Pilsener Arena [halott link]
- March 9th: Stuttgart, Germany, Porsche Arena [halott link]
- Marcius11th: Lipcse, Germany, Arena Leipzig [halott link]
- Marcius 12th: Bamberg, Germany, JAKO Arena  Archiválva 2016. március 4-i dátummal a Wayback Machine-ben
- Marcius 13th: München, Germany, Olympiahalle [halott link]
- Marcius 14th: Mannheim, Germany, SAP Arena [halott link]
- Marcius 17th: Bordeaux, France, Patinoire Mériadeck
- Marcius 18th: Nantes, France, Zenith
- Marcius 20th: Marseille, France, Le Dôme
- Marcius 21st: Nice, France, Palais Nikaïa
- Marcius 23rd: Toulouse, France, Zenith
- Marcius 24th: Lyon, France, Halle Tony Garnier
- Marcius 25th: Paris, France, Palais Omnisports de Paris-Bercy [halott link] [halott link]
- Marcius 26th: Strasbourg, France, Zenith
- Marcius 28th: Liège, Belgium, Country Hall Ethias

## Hangszerek
- Szintetizátorok
- Lézerhárfa
- Teremin

## Szetlista Debrecenben
- All of JMJ
- Industrial Revolution
- Magnetic Fields 1
- Équinoxe 7
- Oxygene 2
- Variation 1
- RDV 3
- RDV 2 part 1
- RDV 2 part 2
- RDV 2 part 3
- Souvenir of China
- Magnetic Fields 2
- Varation 3
- Équinoxe 4
- Équinoxe 5
- Chronology 6
- Chronology 2
- Oxygene 4
- Fin De Siecle
- Oxygene 12